# Píleo (micología)
En micología, el píleo es el nombre técnico que se la da al sombrero de un basidiocarpo o ascocarpo (cuerpo fructífero del hongo), que sustenta una superficie donde se alojan las esporas, el himenio. El himenio o himenóforo puede estar formado por láminas, tubos o dientes, en la cara inferior del píleo. El píleo es característico de los agáricos, los boletos, algunos poliporos y algunos ascomicetos.

## Clasificación
Los píleos pueden ser de varias formas, y las formas pueden cambiar a lo largo del desarrollo y crecimiento del hongo. La forma de píleo más común es la semiesférica o convexa. Los píleos convexos suelen continuar su expansión cuando maduran, hasta que adquieren una forma totalmente plana. Muchas especies bien conocidas poseen un píleo convexo, como el Agaricus bisporus, o varias especies de los géneros Amanita y Boletus.
Algunos otros, tales como el Macrolepiota procera, tienen distintos tipos de mamelón (forma de mama), por lo que son denominados umbonados o mamelonados. Un umbo o mamelón es el saliente o protuberancia obtusa que se forma en el centro del sombrero de algunas setas. Algunos hongos como Cantharellus cibarius, presentan una apariencia de embudo o trompeta, en estos casos el píleo es denominado embudado o infundibuliforme.
A continuación se muestran unas ilustraciones que representan los distintos tipos de píleo descritos en la literatura:

Campanulado
Cónico
Convexo
Deprimido o hundido
Plano o extendido
Embudado o infundibuliforme
Aovado
Umbilicado
Mamelonado o umbonado

## Lecturas complementarias
- Arora, D: "Mushrooms Demystified", Ten Speed Press, 1986.

- Datos: Q694118
- Multimedia: Mushroom cap icons / Q694118